# بریتون‌ها

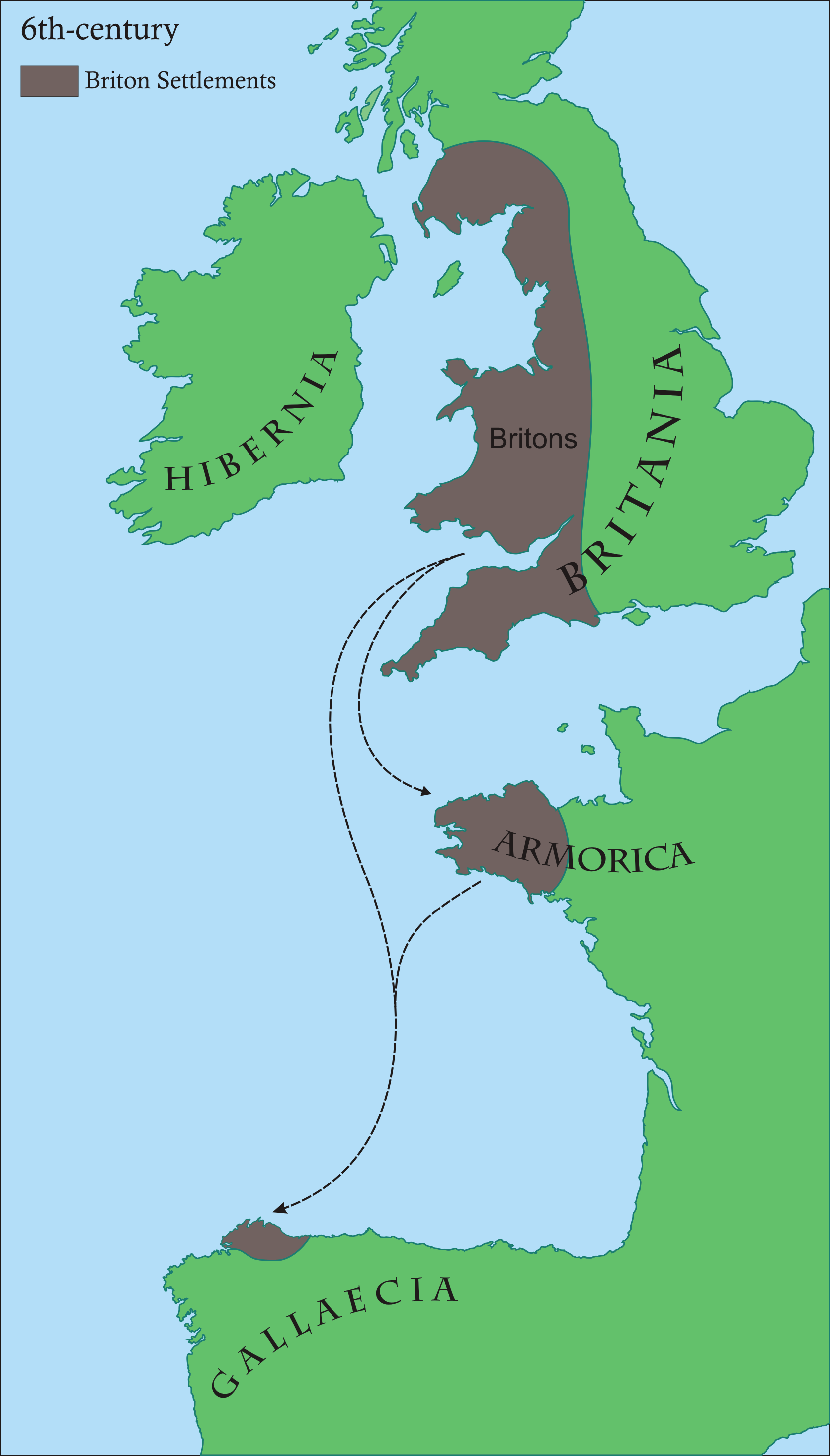
نقشه‌ای از سیر مهاجرت مردم بریتون به رنگ خاکستری

بریتون یک گروه نژادی واقع در منطقه بریتانی در کشور فرانسه است. آنها میراث برجامانده از مردمی هستند که به زبان بریتانیایی سخن می‌گفتند که بر اثر فشار مهاجرت مردمان ژرمن به بریتانیا از منطقه کورنوال در جنوب باختری انگلستان دست به مهاجرت زدند. از لحاظ موقعیت جغرافیایی آنها میان گُل‌ها و تیره‌ای از وایکینگ‌ها قرار گرفتند. موج مهاجرت آنها از سده سوم تا نهم میلادی در سرزمین آرموریکا بود. سرزمینی که بعدها از روی نژادشان بریتانی نام گرفت.

## نگارخانه

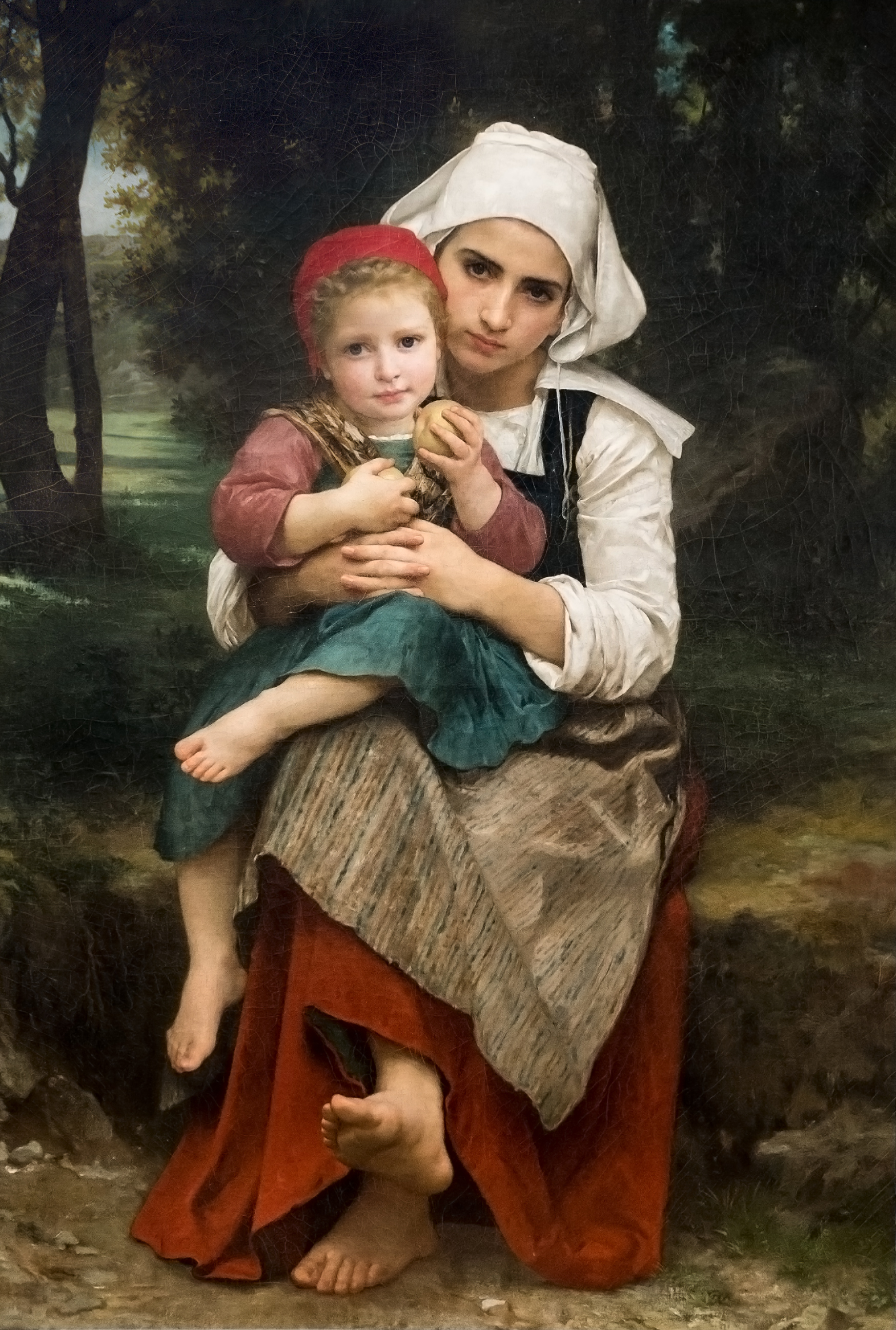
ویلیام-آدولف بوگرو, برادر و خواهر بریتون
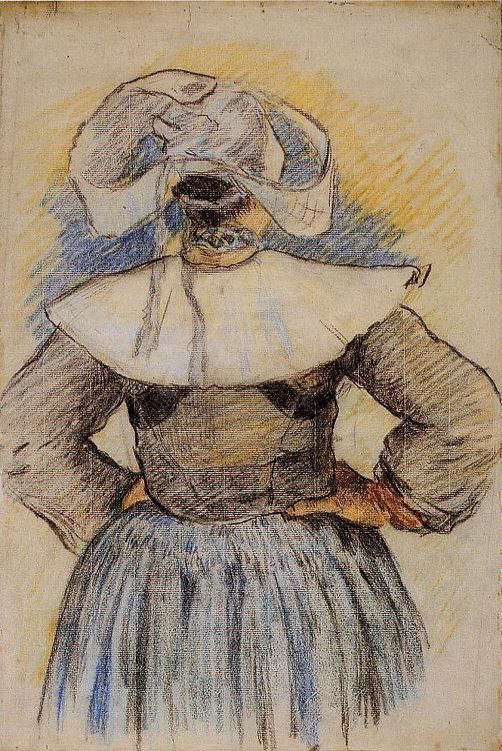
پل گوگن, Breton Girl
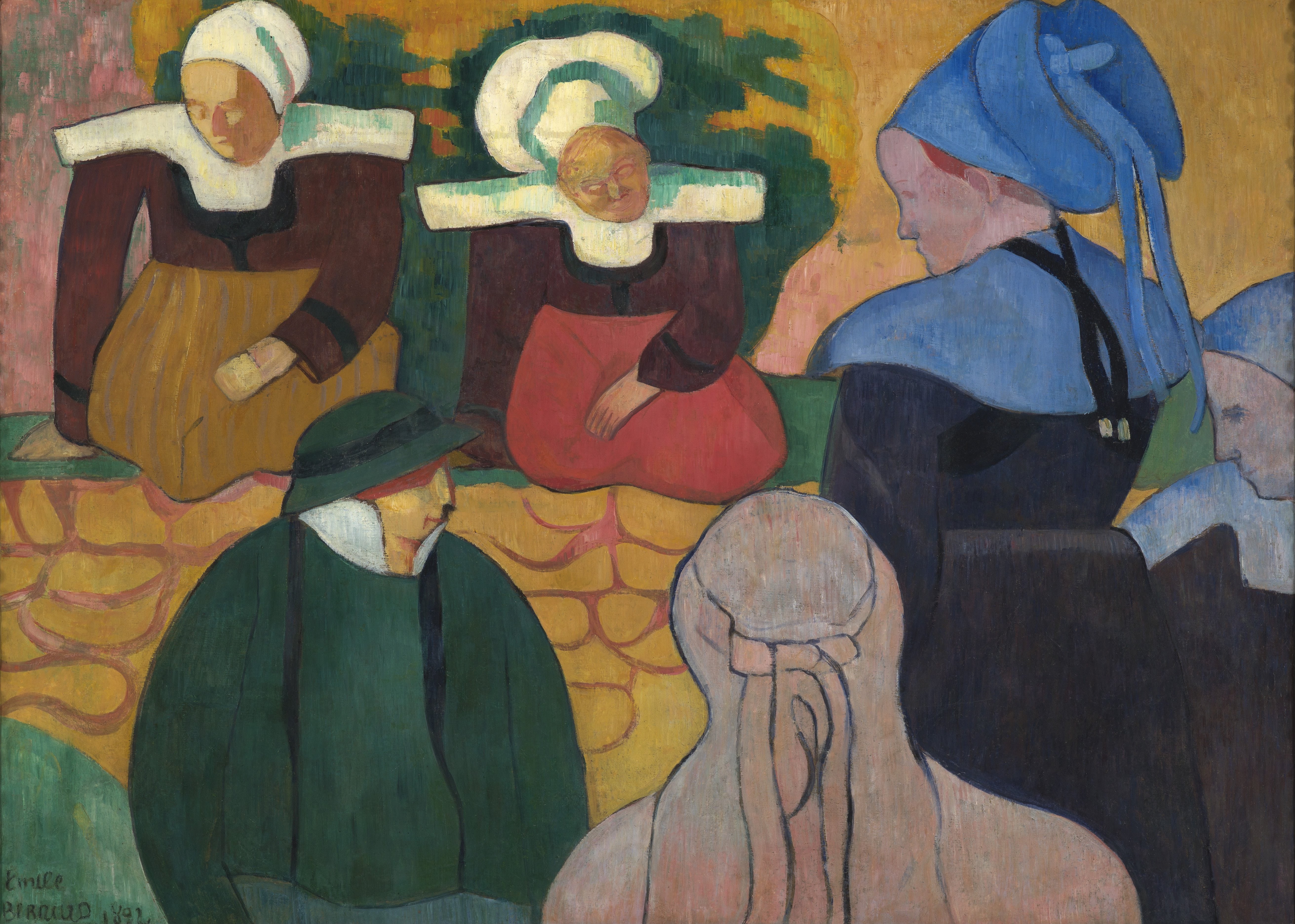
امیل برنار, Breton Women at a Wall
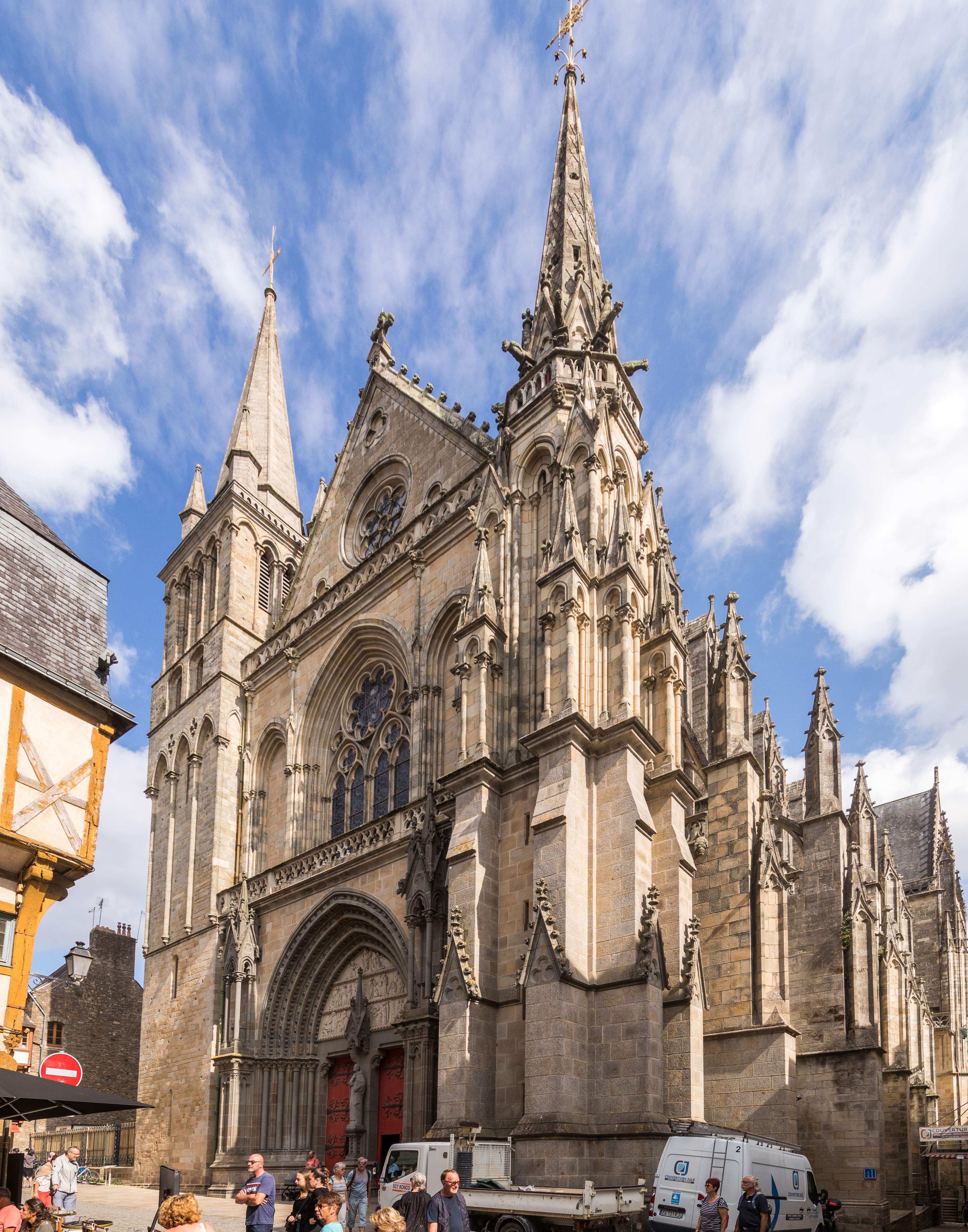
Vannes Cathedral
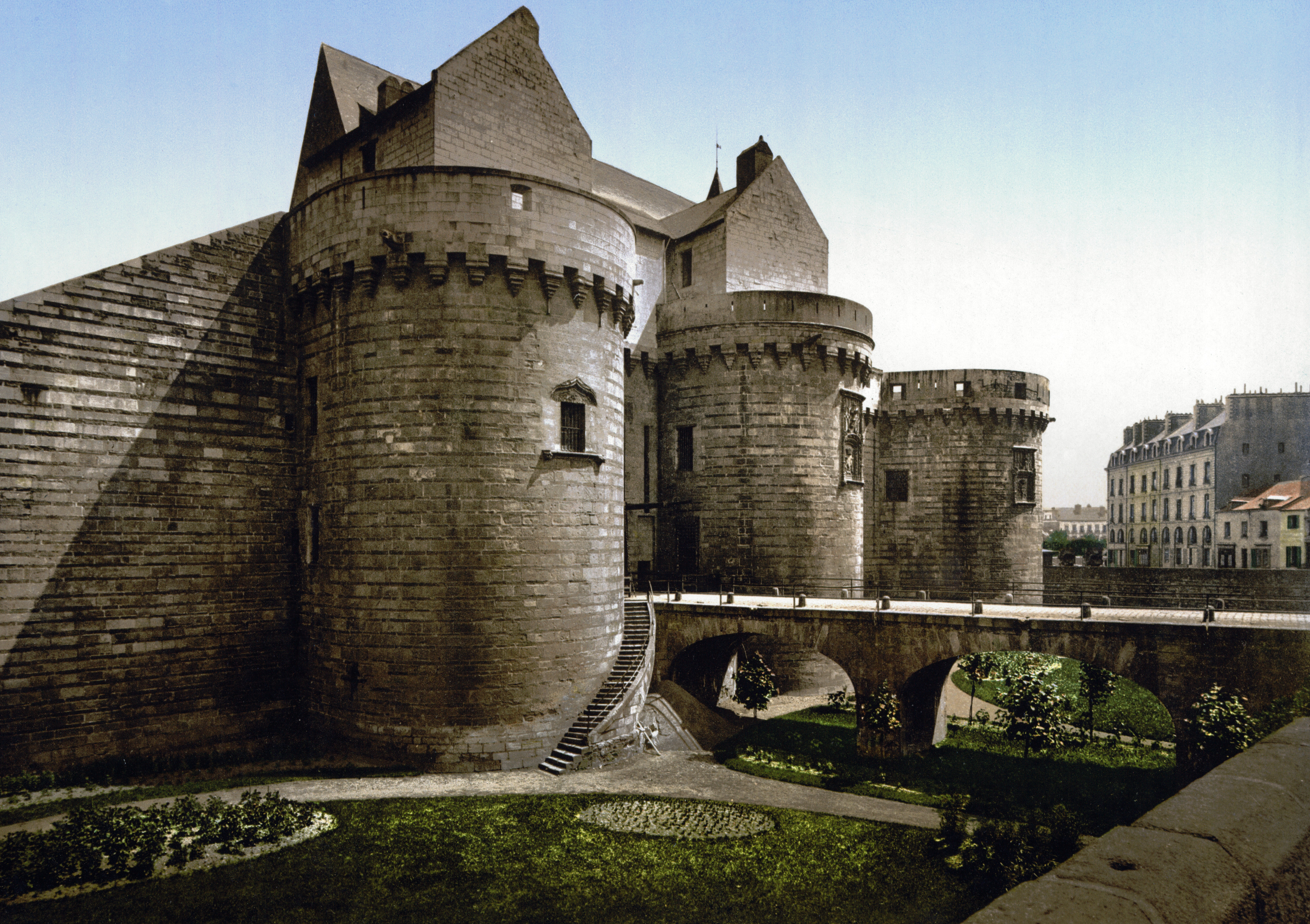
Castle of the Dukes of Brittany
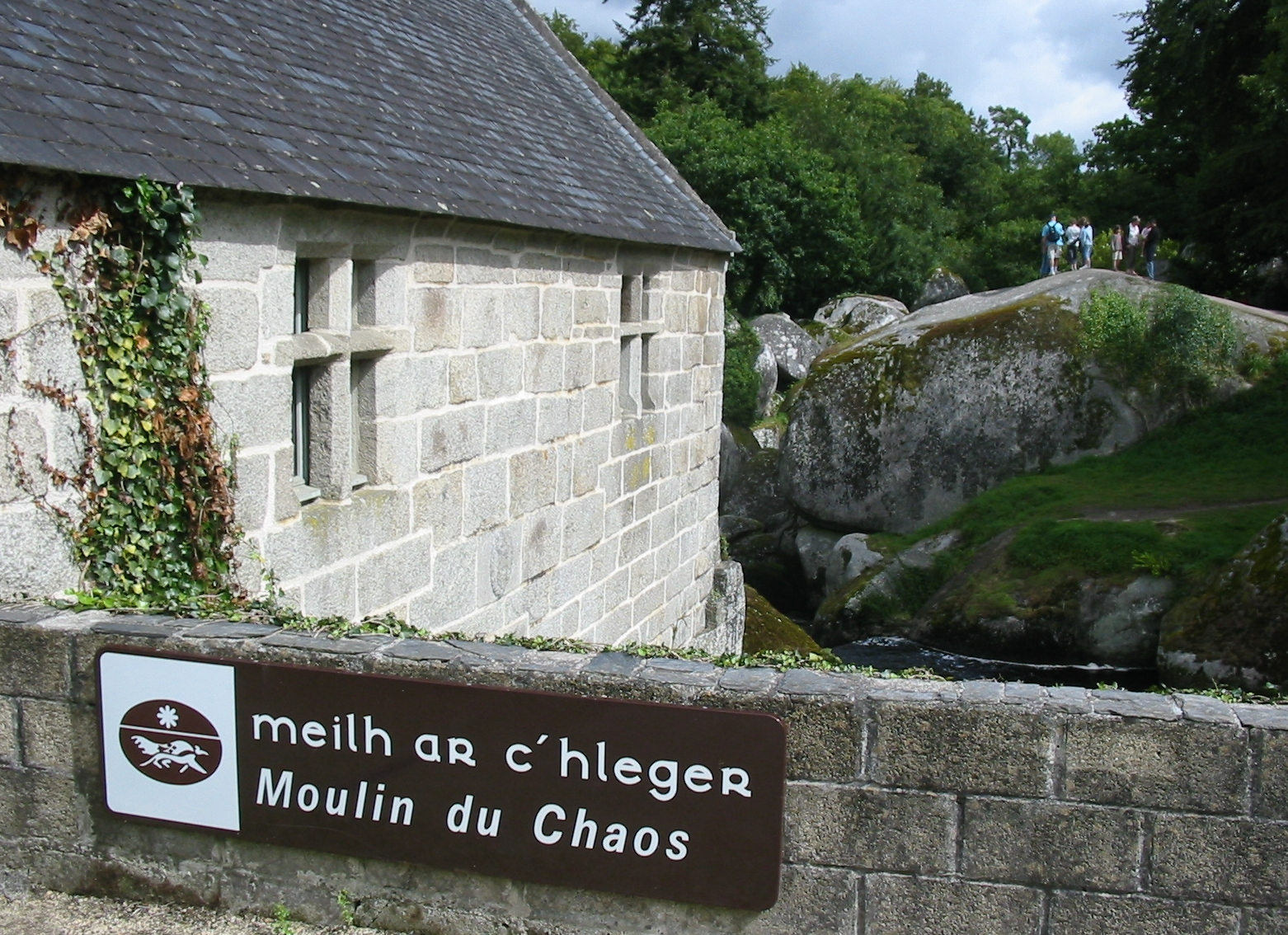
Huelgoat is the ancestral home of the خانواده جک کرواک
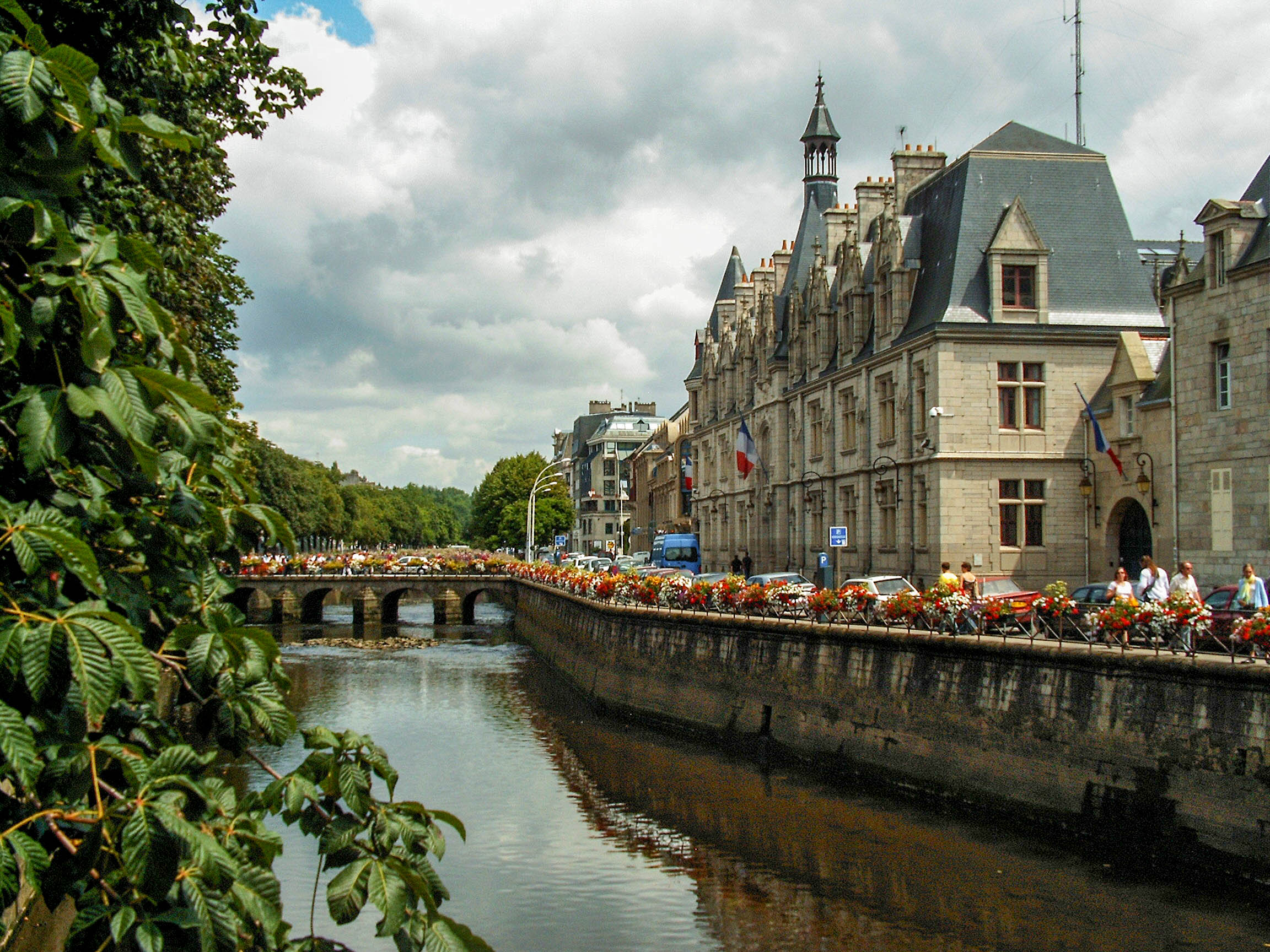
شهر کمپر
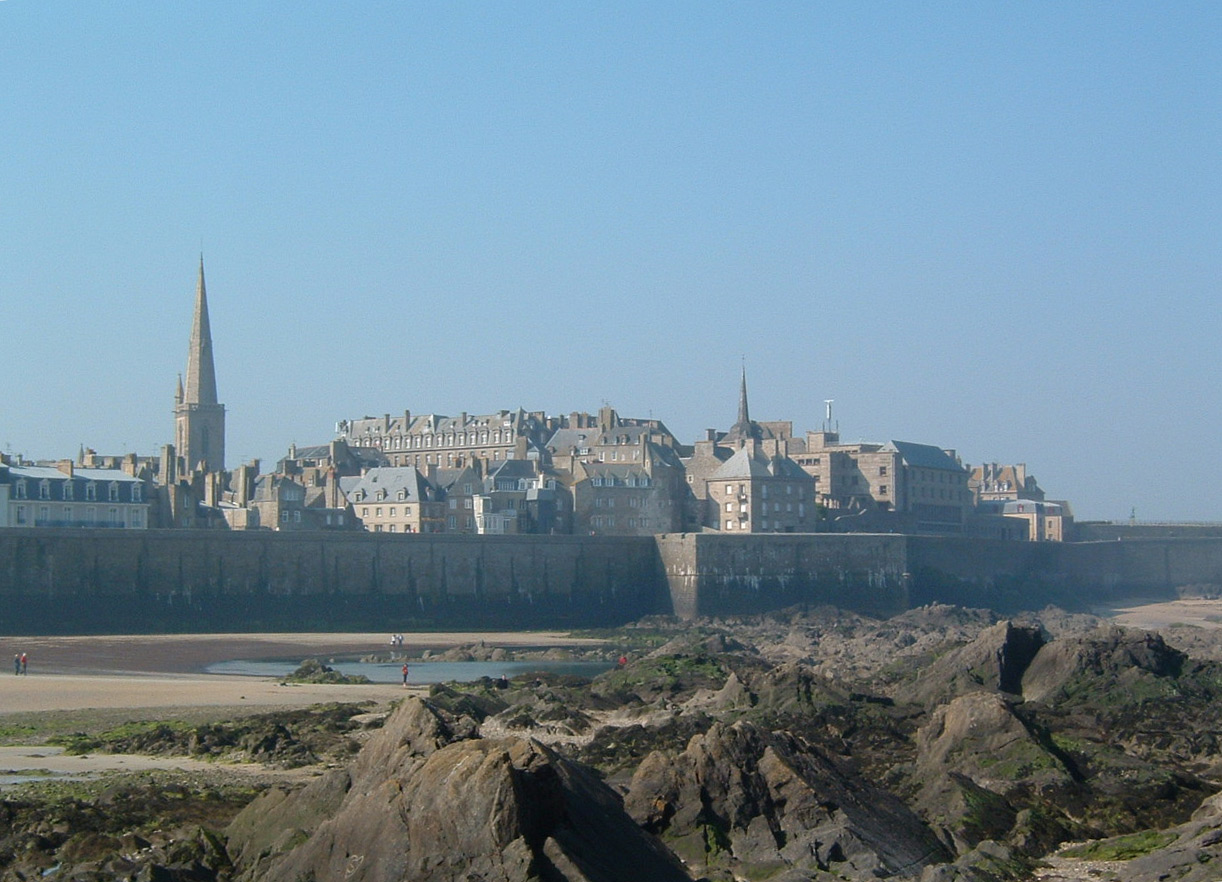
شهر سن-ملو
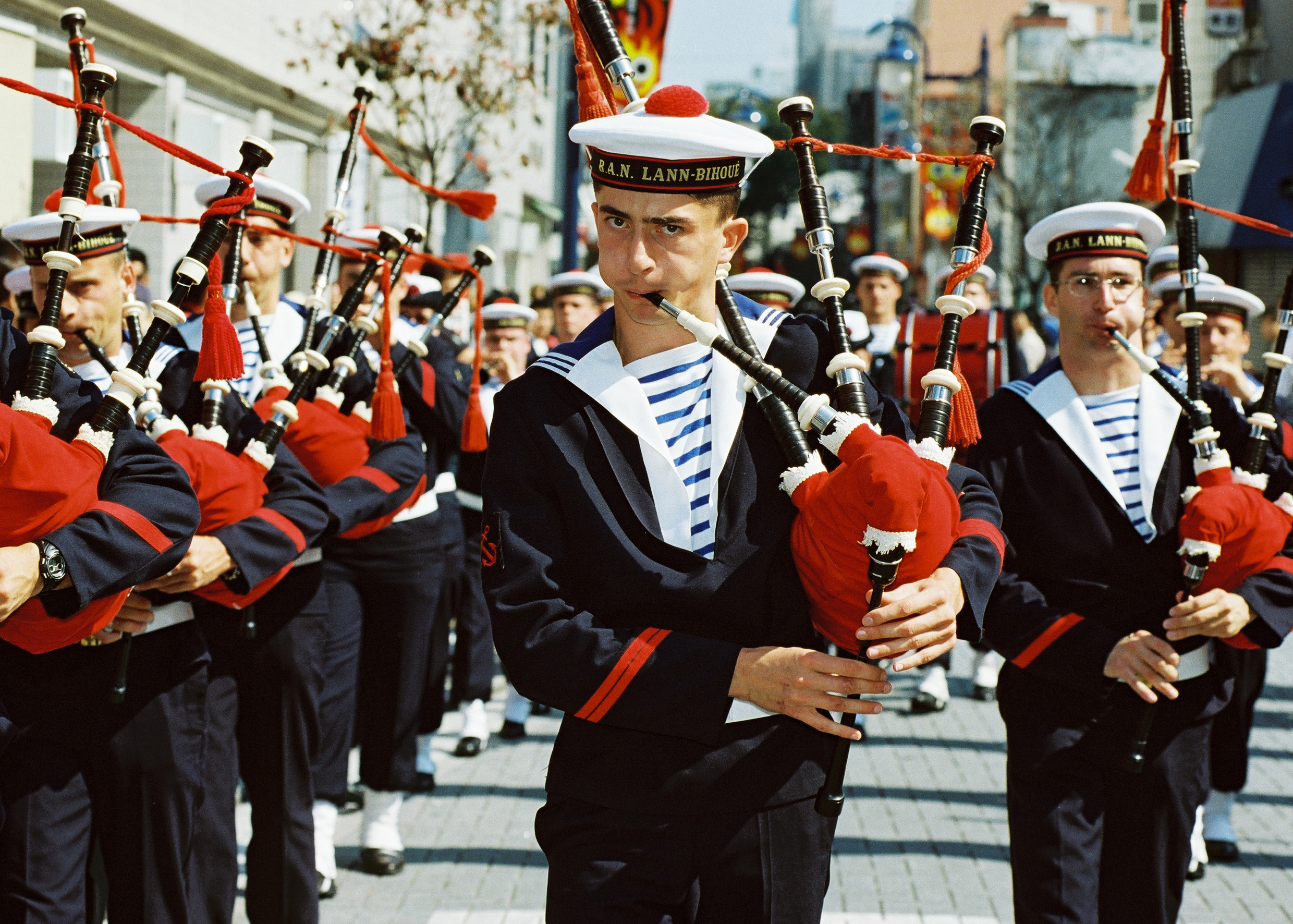
The bagad of Lann-Bihoué of the نیروی دریایی فرانسه
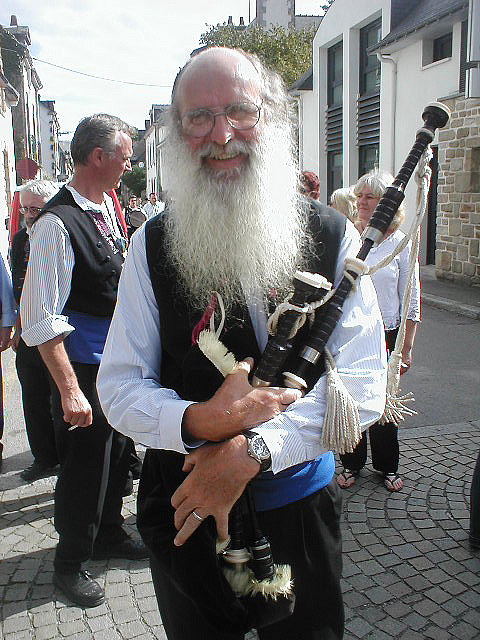
Breton pipe player